# Мужская сборная Мексики по хоккею на траве
Мужская сборная Мексики по хоккею на траве (англ. Mexico men's national field hockey team) — мужская сборная по хоккею на траве, представляющая Мексику на международной арене. Управляющим органом сборной выступает Федерация хоккея на траве Мексики (исп. Federacion Mexicana de Hockey).
Сборная занимает (по состоянию на 1 января 2015) 36-е место в рейтинге Международной федерации хоккея на траве (FIH).

## Результаты выступлений

### Олимпийские игры
- 1908—1964 — не участвовали
- 1968 — 16-е место
- 1972 — 16-е место
- 1976—2012 — не участвовали

### Мировая лига
- 2012/13 — 38-45-е место (выбыли в 1-м раунде)
- 2014/15 — ?? место (выбыли во 2-м раунде)

### Панамериканские игры
- 1967 — 6-е место
- 1971 —
- 1975 —
- 1979 —
- 1983 — 5-е место
- 1987 — 7-е место
- 1991—1995 — не участвовали
- 1999 — 7-е место
- 2003—2007 — не участвовали
- 2011 — 6-е место
- 2015 — 6-е место

### Панамериканский чемпионат
- 2000 — 7-е место
- 2004 — 6-е место
- 2009 — 6-е место
- 2013 — 6-е место